# 阿克苏河 (伊犁河)

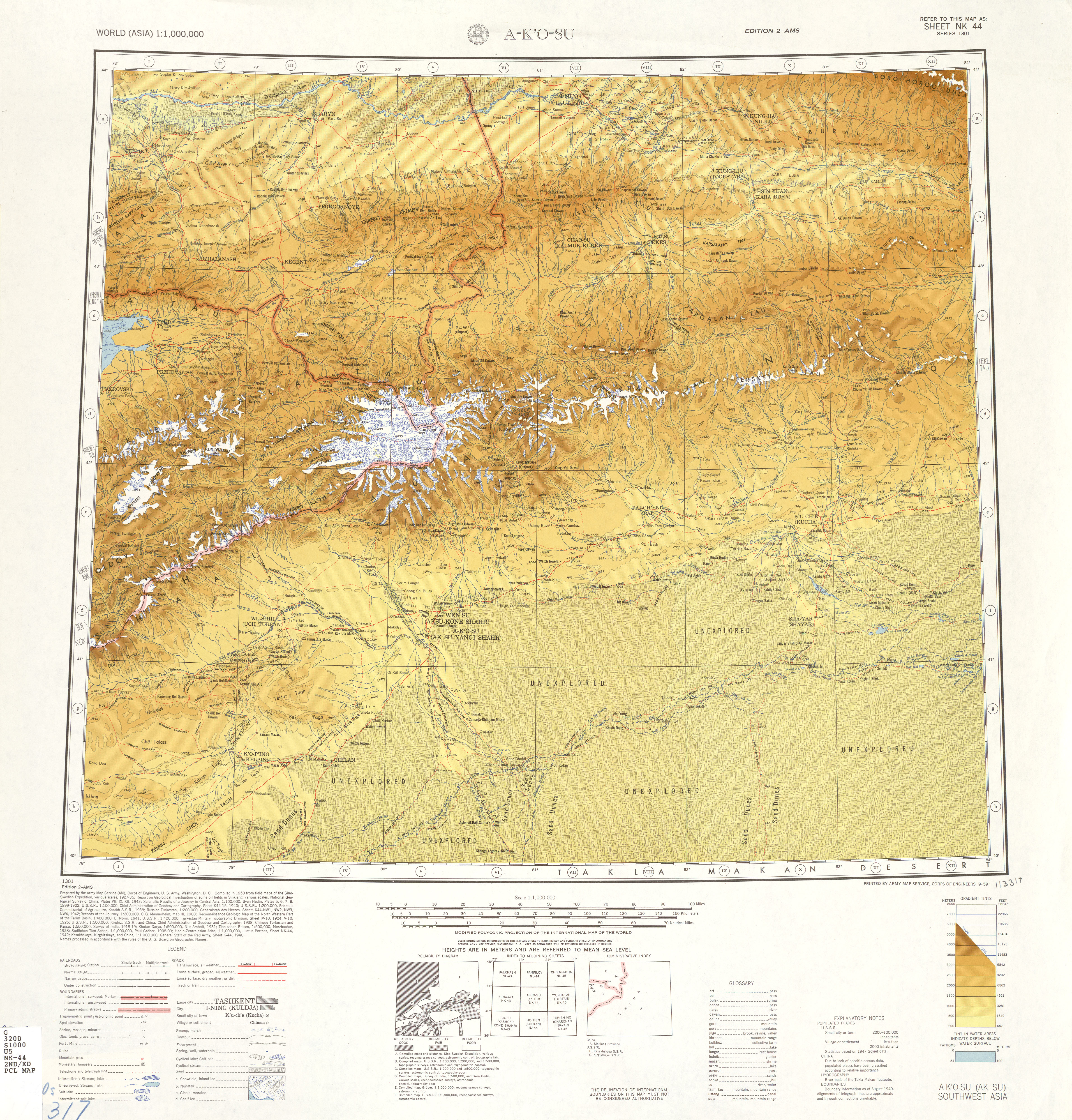
right新疆西部地区的地形图，阿克苏河在图中中上部，标注为Ak Su。

阿克苏河，位于中华人民共和国新疆维吾尔自治区伊犁哈萨克自治州昭苏县南部的一条河流，为伊犁河上游特克斯河右岸支流。发源于哈尔克他乌山北坡的高山带冰川区，先由南向北流11千米，右纳阿尔夏勒河后转西流，至吐依莫依纳克附近转向北，下行6.3千米后于察汗乌苏蒙古族乡以南出山口，之后向北分为东、西两支：东支主要为河床潜流及灌溉回归水在喀拉苏镇附近溢出形成的河流，改称乔拉克喀拉苏河，下游接纳发源于南部前山带多条小河在喀拉苏镇南侧汇集成的喀拉苏河后，向东北流7千米与西支汇合；西支为干流，先向北再转向东北流，下行约40千米与东支乔拉克喀拉苏河会合后，于昭苏林场汇入特克斯河。河流全长72千米，流域面积563平方千米。